# Johan Zoutman

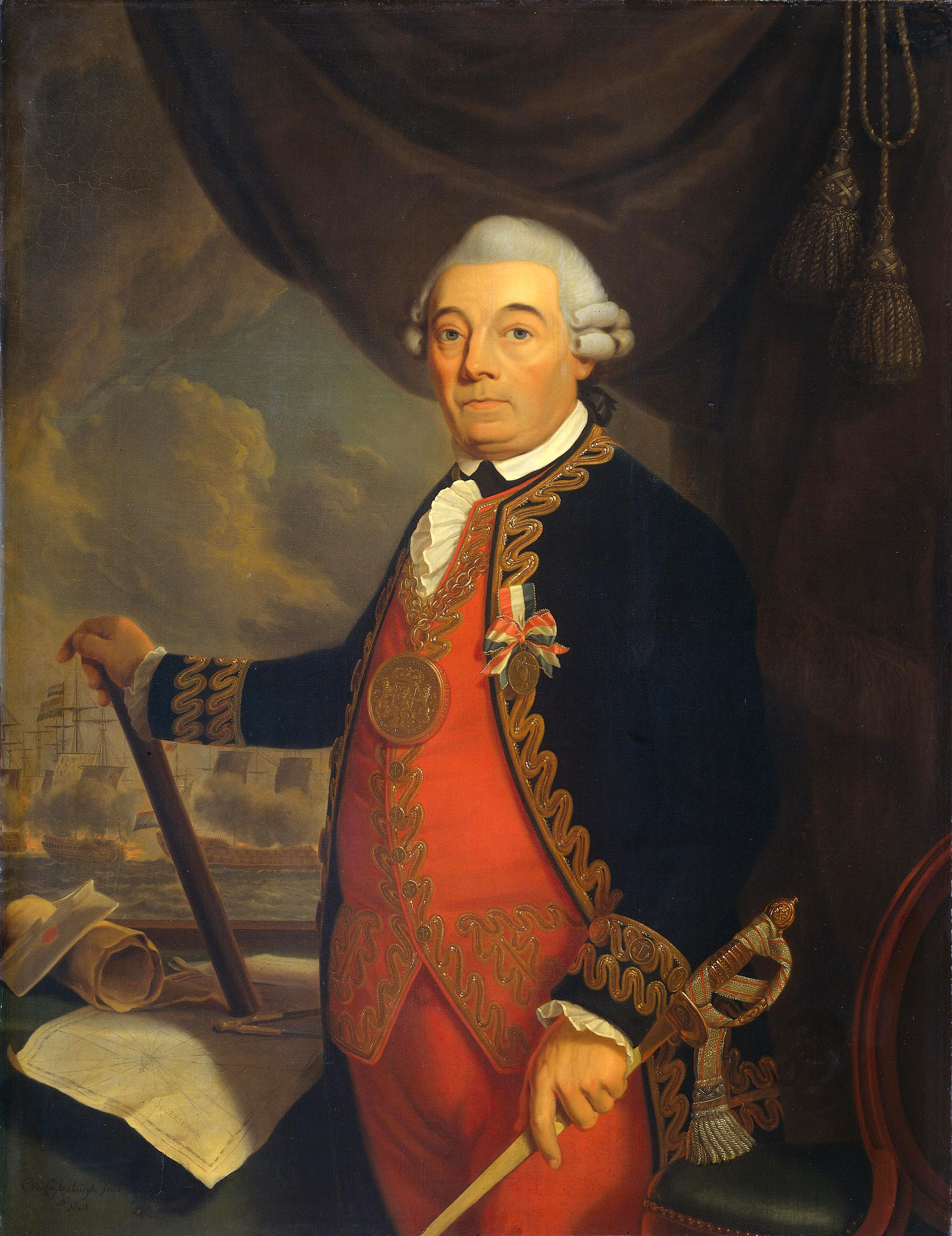
Johan Zoutmann (posthum gemalt von Cornelis van Cuylenburgh, 1801)

Johan Arnold Zoutman (* 10. Mai 1724 in Reeuwijk (Niederlande); † 7. Mai 1793 in Den Haag) war ein niederländischer Vizeadmiral.
Während des parallel zum Amerikanischen Unabhängigkeitskrieges verlaufenden Britisch-Niederländischen Krieges behauptete sich Zoutmann, damals Konteradmiral, gegen die britische Royal Navy in der Schlacht auf der Doggerbank (1781), während alle übrigen Admirale die probritische Oranier-Partei unterstützten und den Krieg nur sehr nachlässig führten.
Zoutman wurde zum Vizeadmiral befördert. Er und seine Offiziere erhielten verschiedene Ehrungen, so durch die neu geschaffene „Doggersbankmedaille“. Den niederen Rängen floss ein Geldbetrag zu.
Im Jahr 1798 wurde die Festung Zoutman in Oranjestad auf Aruba nach ihm benannt, in Geertruidenberg wurde ihm 1846 ein Denkmal errichtet.